# Gastrotheca pulchra
Gastrotheca pulchra är en groddjursart som beskrevs av Ulisses Caramaschi och Rodrigues 2007. Gastrotheca pulchra ingår i släktet Gastrotheca och familjen Hemiphractidae. IUCN kategoriserar arten globalt som otillräckligt studerad. Inga underarter finns listade i Catalogue of Life.